# Pavillon de l'Italie (1900)
 (avril 2025).
Le pavillon de l'Italie est un bâtiment éphémère de la fin du XIXe siècle construit dans le cadre de l'Exposition universelle de 1900 qui s'est tenue à Paris, en France.

## Situation et accès
L'édifice était situé dans la rue des Nations — une voie formée par les pavillons des nations étrangères — sur la rive gauche de la Seine, entre les ponts des Invalides et de l'Alma, tous deux alors doublés de passerelles. Plus largement, il se trouvait dans le 7e arrondissement de Paris, dans l'ancien département de la Seine.

## Histoire
L'inauguration officielle du pavillon a lieu le 3 mai 1900, à 17 h. Tommaso Villa, commissaire général italien, accueille les invités en présence de son secrétaire, Vico Montegazza (it), des commissaires italiens et des ingénieurs Gilodi, Salvadori et Ceppi. À cette occasion, le pavillon reçoit la visite d'Antonio Salandra, ministre du Commerce du royaume d’Italie, ainsi que d'Alfred Picard, commissaire général de l’Exposition. Participent également à la cérémonie les commissaires français et étrangers, plusieurs membres du corps diplomatique, ainsi que des représentants de la presse. Après un échange de discours de bienvenue et de félicitations, les invités entreprennent une visite des différentes sections du pavillon italien.